# El Porvenir (Bachíniva)
El Porvenir es una localidad del estado mexicano de Chihuahua. Es parte del municipio de Bachíniva.

## Demografía
| Gráfica de evolución demográfica |
|                                  |

| Censo | Población |
| ----- | --------- |
| 1930  | 399       |
| 1940  | 680       |
| 1950  | 1 033     |
| 1960  | 1 304     |
| 1970  | 1 711     |
| 1980  | 1 419     |
| 1990  | 1 415     |
| 2000  | 1 152     |
| 2010  | 1 071     |
| 2020  | 1 027     |